# پارک ملی روندانه
پارک ملی روندانه (نروژی: Rondane nasjonalpark) قدیمی‌ترین پارک ملی نروژ است که در ۲۱ دسامبر ۱۹۶۲ تأسیس شده‌است. این پارک شامل ده قله با ارتفاع بیش از ۲٬۰۰۰ متر (۶٬۵۶۰ فوت) است و بلندترین قله این پارک با ارتفاع ۲٬۱۷۸ متر (۷٬۱۴۶ فوت) است. این پارک زیستگاه مهمی برای گله‌های گوزن شمالی وحشی است.
این پارک در سال ۲۰۰۳ گسترش یافت و اکنون مساحت ۹۶۳ کیلومتر مربع (۳۷۲ مایل مربع) را شامل می‌شود و در شهرستانهای اوپلاند (نروژ) و هدمارک واقع شده‌است.

## تاریخ
تاریخچه زندگی در منطقه پارک از پایان آخرین عصر یخبندان آغاز می‌شود. تغییرات بزرگ آب و هوایی این امکان را فراهم می‌کند که گوزن شمالی به‌طور گسترده در سراسر اسکاندیناوی گسترش یابد. باستان شناسان دریافته اند که جنگلها به سرعت در ارتفاعات زیاد رشد کرده‌اند. درختان توس در ارتفاع ۱۰۳۰ متر یافت شد که ۸۵۰۰ ساله بود.

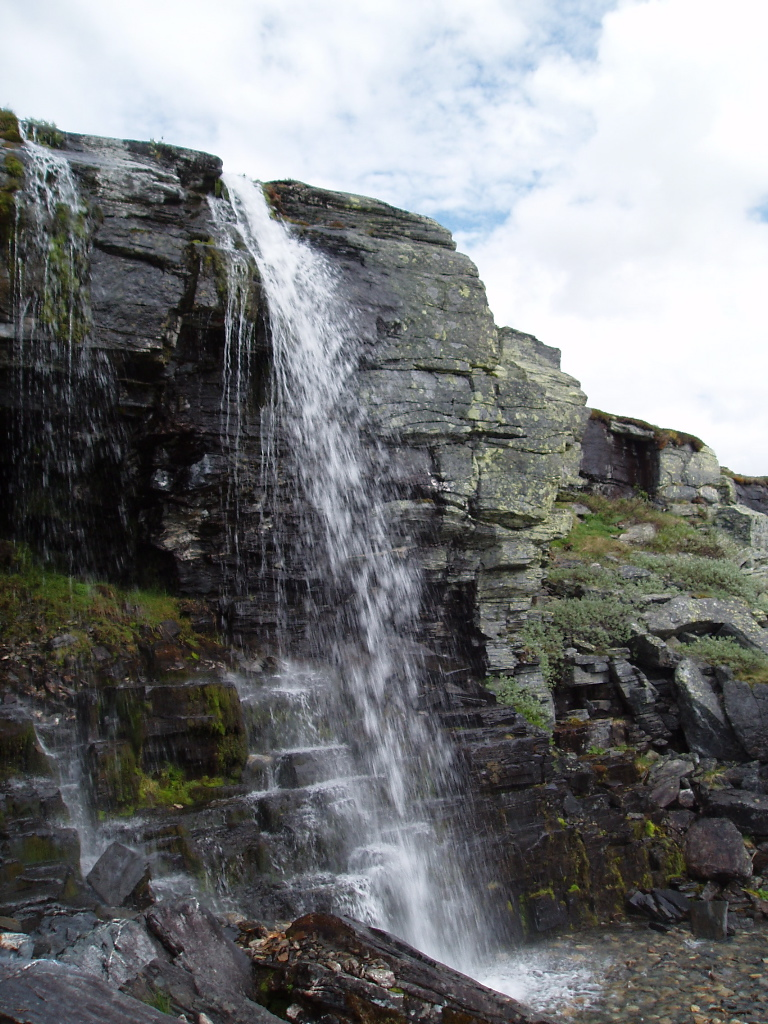
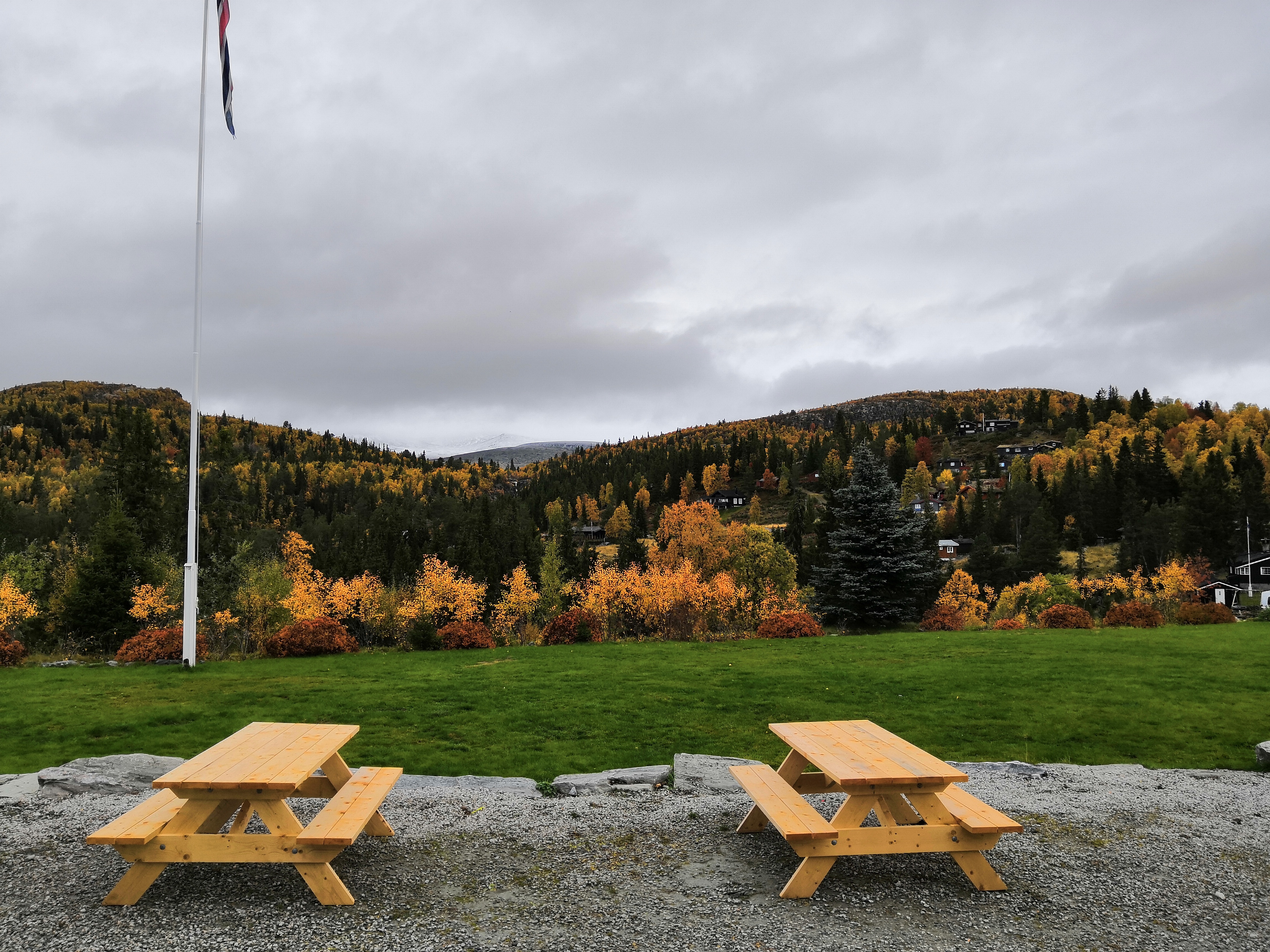
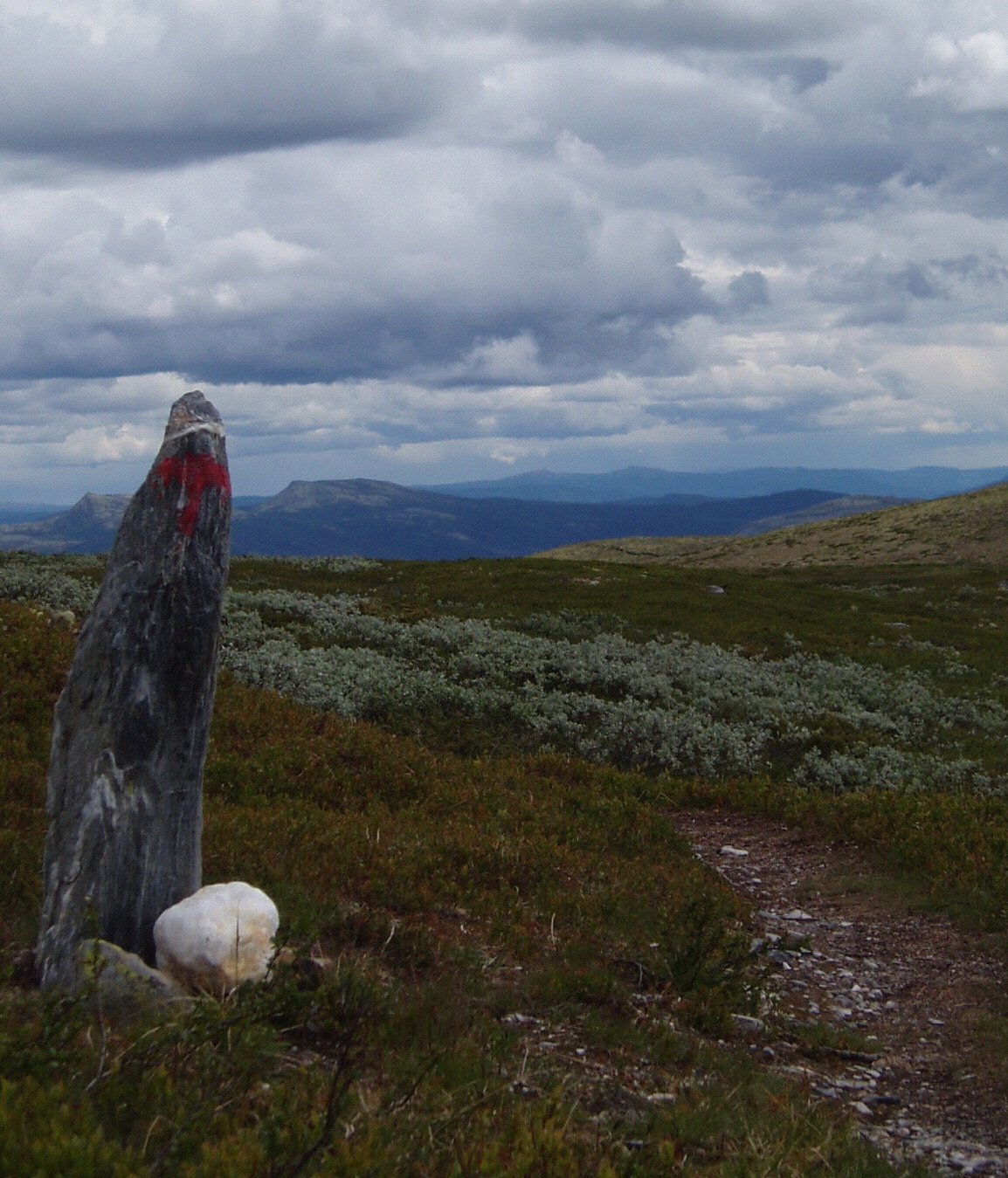

## زیست‌شناسی
روندانه یکی از معدود مکان‌هایی در اسکاندیناوی و اروپا است که گوزن شمالی وحشی (بر خلاف نژاد خانگی) در آن یافت می‌شود. اداره کل مدیریت طبیعت، روندانه را «به ویژه به عنوان یک منطقه حمایت از زندگی برای گوزنهای بومی» مهم می‌داند. تخمین زده می‌شود که حدود ۲۰۰۰ تا ۴۰۰۰ گوزن شمالی در روندانه و منطقه دووره در زندگی می‌کنند. این پارک همچنین در سال ۲۰۰۳ گسترش یافت تا از این طریق محافظت بیشتری برای گوزن‌های شمالی انجام شود.